# Thespesia grandiflora
Thespesia grandiflora (nom comú en castellà a Puerto Rico: maga) és un arbre de la família de les malvàcies de l'ordre de les ròsides, àmpliament distribuït a Puerto Rico on és endèmic. Provinent de les muntanyes humides de calcària a les zones oest i nord centrals de l'Illa, avui creix a tot arreu dins Puerto Rico a causa del seu cultiu extens. També es fa servir com a arbre ornamental a Florida, Hawaii, Hondures i en diverses illes del Carib. La maga és utilitzada com una planta ornamental, però la fusta de l'arbre és valorada per la seva llarga duració. La flor de l'arbre, coneguda com a flor de maga, és la flor nacional oficial de Puerto Rico. La flor és anomenada hibiscus, tot i que pertany a una tribu diferent, genus, i espècie del veritable hibiscus. L'arbre de maga normalment creix més de 20 metres. Es conrea per la fusta i com a planta ornamental.